# حملات هوایی فوریه ۲۰۲۴ آمریکا در عراق و سوریه
در ۲ فوریه ۲۰۲۴ (۱۳ بهمن ۱۴۰۲)، نیروی هوایی ایالات متحده آمریکا مجموعه‌ای از حمله‌های هوایی را علیه سپاه پاسداران ایران و گروه‌های شبه‌نظامی تحت حمایت ایران واقع در عراق و سوریه انجام داد. این حمله در تلافی حمله پهپادی به برج ۲۲ که توسط مقاومت اسلامی در عراق یک هفته پیش انجام شد و نیروهای آمریکایی را در اردن هدف قرار داد، روی داد. حمله‌ای که سبب کشته شدن سه سرباز آمریکایی شده بود.

## حمله
حدود نیمه‌شب بین ۲ و ۳ فوریه به وقت محلی (UTC+3)، نیروی هوایی ایالات متحده، حملات هوایی را علیه گروه‌های شبه‌نظامی وابسته به ایران در عراق و سوریه انجام دادند. این شامل عملیات دو بمب‌افکن راکول بی-۱ لنسر بود که از پایگاه نیروی هوایی دیس، تگزاس انجام شد. تأسیسات مورد هدف شامل مراکز عملیات فرماندهی و کنترل، مراکز اطلاعاتی، راکت، موشک، انبار وسایل نقلیه هوایی بدون سرنشین، و همچنین تأسیسات زنجیره تأمین تدارکات و مهمات وابسته به گروه‌های شبه نظامی بود. مقامات آمریکایی گزارش دادند که این حملات به ۸۵ هدف در هفت تأسیسات، سه در عراق و چهار در سوریه، با استفاده از ۱۲۵ موشک هدایت شونده دقیق انجام شده است.
مقامات امنیتی عراق گزارش دادند که شش حمله هوایی در عراق را هدف قرار گرفته شده است، در حالی که رسانه دولتی سوریه اعلام کرد که «تجاوز آمریکایی» در مناطق بیابانی سوریه و مرز عراق و سوریه انجام شده است. مقامات عراقی گزارش دادند که حمله‌های هوایی مقر نیروهای حشد‌الشعبی در آکاشات را هدف قرار داده است و ۱۶ رزمنده را کشته شده است. مقامات عراقی همچنین گفتند که سه خانه مورد استفاده کتائب حزب‌الله در استان الانبار هدف حمله‌های هوایی قرار گرفته است.
بر اساس گزارش دیده‌بان حقوق بشر سوریه، حداقل ۲۹ شبه‌نظامی مورد حمایت ایران در حمله‌های هوایی در سوریه کشته شدند.

## پیامد
وزارت خزانه‌داری ایالات متحده چندین فرد وابسته به سپاه پاسداران انقلاب اسلامی را تحریم کرد.
تصاویر ماهواره‌ای توسط Planet Labs تخریب گسترده تأسیساتی را که توسط شبه‌نظامیان لشکر فاطمیون در شهر عیاش در نزدیکی دیرالزور در سوریه مورد استفاده قرار می‌گرفت، فاش کرد. این تأسیسات مورد هدف قرار گرفت و متعاقباً توسط بمب‌افکن‌های B-1B منهدم شد.
در عراق، مراسم تشییع جنازه ۱۷ شبه‌نظامی کشته‌شده در حمله‌های هوایی در ۴ فوریه در بغداد برگزار شد که جمعیتی شعار می‌دادند «آمریکا بزرگ‌ترین شیطان است» و تصاویر قربانیان را در کنار آمبولانس‌هایی که اجساد آنها را منتقل می‌کردند، در دست داشتند.

## واکنش‌ها
- ایران: وزارت امور خارجه این حمله‌ها را محکوم کرد و آن را «خطای راهبردی دولت آمریکا» خواند که نتیجه‌ای جز تشدید بی‌ثباتی در منطقه نخواهد داشت. ناصر کنعانی سخنگوی وزارت امور خارجه گفت که این حمله‌ها «نقض حاکمیت و تمامیت ارضی عراق و سوریه، قوانین بین‌المللی و نقض آشکار منشور ملل متحد» است. رئیس‌جمهور ابراهیم رئیسی گفت که ایران جنگی را آغاز نخواهد کرد، اما به هر کسی که قلدری کند، «به شدت پاسخ خواهد داد».
- عراق: دولت عراق این حمله‌ها را محکوم کرد و آن را «تجاوزی جدید» به حاکمیت خود خواند. عراق کاردار ایالات متحده در بغداد را برای ارائه اعتراض رسمی احضار کرد.
- ایالات متحده آمریکا: رئیس‌جمهور جو بایدن در بیانیه‌ای نوشت که پاسخ آنها به حمله پهپادی در اردن توسط گروه‌های شبه‌نظامی تحت حمایت سپاه پاسداران انقلاب اسلامی ایران آغاز شده است و «در زمان‌ها و مکان‌هایی که ما انتخاب می‌کنیم، ادامه خواهد داشت».

لوید آستین، وزیر دفاع، از این حمله‌ها به عنوان «شروع پاسخ ما» یاد کرد.
- حماس: حمله‌های هوایی را محکوم کرد و آن را «نفت روی آتش» توصیف کرد.